# تینتری
تینتری (انگلیسی: Tintri) شرکت سخت‌افزار آمریکایی است، که در سال ۲۰۰۸ تأسیس شد.